# سرداب سهراب
سرداب سهراب مربوط به دوره قاجار است و در ابرکوه، جاده کمربندی، مزرعه دولت‌آباد واقع شده و این اثر در تاریخ ۱۸ اسفند ۱۳۸۷ با شمارهٔ ثبت ۲۵۰۸۳ به‌عنوان یکی از آثار ملی ایران به ثبت رسیده است.